# جيرت أندرسن
جيرت أندرسن (18 يونيو 1939 - ) (بالدنماركية: Gert Andersen)‏ هو لاعب كرة يد دانمركي.